# 183
Het jaar 183 is het 83e jaar in de 2e eeuw volgens de christelijke jaartelling.

## Gebeurtenissen

### Italië
- Annia Aurelia Galeria Lucilla wordt na beraming van de mislukte aanslag op haar broer Commodus op Capri geëxecuteerd.
- Keizer Commodus laat zijn vrouw Bruttia Crispina op beschuldiging van overspel naar Capri verbannen en op bevel wurgen.

## Geboren
- Lu Xun, Chinees veldheer (overleden 245)

## Overleden
- Annia Aurelia Galeria Lucilla (34), keizerin en dochter van Marcus Aurelius
- Bruttia Crispina, keizerin en echtgenote van Commodus